# Ralph Ineson
Ralph Michael Ineson (/ˈaɪnsən/; Leeds, 15 de dezembro de 1969) é um ator e narrador inglês. Conhecido por sua voz profunda e áspera com sotaque de Yorkshire, ele alcançou a fama como Chris Finch na sitcom The Office (2001), da BBC. Desde então, os papéis mais notáveis de Ineson incluem William em The Witch (2015), Dagmer Cleftjaw em Game of Thrones (2012), Amycus Carrow nos três últimos filmes de Harry Potter, Nikolai Tarakanov na minissérie de drama histórico Chernobyl (2019), da HBO, o personagem-título em The Green Knight (2021) e Cid no jogo de videogame Final Fantasy XVI (2023).

## Biografia
Ralph Michael Ineson nasceu em Leeds, em 15 de dezembro de 1969, e foi educado na Woodleigh School e na Pocklington School. No início da década de 1990, depois de estudar teatro no Furness College da Lancaster University, trabalhou como professor e treinador de críquete no York Sixth Form College.

## Carreira

### Televisão
Ele interpretou o personagem recorrente Chris Finch na comédia The Office, da BBC. Ele estrelou como Donald Bamford na sitcom Goodnight Sweetheart, como Zack na novela Coronation Street, e interpretou o ex-soldado Sam Walker na primeira série de Spooks. Ele interpretou Luke Mullen no drama Playing the Field, da BBC. Ele teve um papel menor no episódio quatro da primeira temporada do drama This Life. Ele estrelou Suburban Shootout, que foi ao ar na Paramount Comedy e Five. Ele interpretou Frank Monk no episódio "Wounds" da 7ª temporada de Waking the Dead. Ele interpretou Dagmer Cleftjaw na segunda temporada de Game of Thrones, da HBO. Ele também apareceu em um anúncio da Imperial Leather como bombeiro.
Ineson teve um papel menor na quinta e sexta temporadas do drama Waterloo Road em 2009, interpretando o papel de John Fry. Ele teve um pequeno papel em um episódio da comédia The IT Crowd, como Paul, um massagista que beija as nádegas, no episódio "Something Happened", da quarta temporada. Na minissérie Titanic (2012) ele interpretou Steward Hart. Em 2016, ele apareceu na terceira temporada da série Peaky Blinders, no papel de Connor Nutley. Ele também apareceu na série Chernobyl, da HBO, e em The Dark Crystal: Age of Resistance, da Netflix.
Em dezembro de 2023, Ineson entrou com uma ação judicial contra a Disney devido a ferimentos que, segundo ele, causaram danos permanentes em seus ombros durante as filmagens da série Willow, do Disney+.

### Cinema
Os créditos cinematográficos de Ineson em Hollywood incluem First Knight, From Hell, Sex & Drugs & Rock & Roll e um breve papel em The Damned United. Ele interpretou Amycus Carrow, um Comensal da Morte, em Harry Potter and the Half-Blood Prince, Harry Potter and the Deathly Hallows – Part 1 e Part 2. Ele também apareceu no filme Cass (2008), como Sargento Mullins. Em 2014, ele apareceu no filme Guardians of the Galaxy, da Marvel Studios. Também em 2014, teve um pequeno papel no filme de espionagem Kingsman: The Secret Service, interpretando um policial que entrevista Eggsy.
Ele interpretou William ao lado de Anya Taylor-Joy e Kate Dickie no filme de estreia aclamado pela crítica de Robert Eggers, The Witch, que viu Eggers ganhar o prêmio de Melhor Diretor no Festival Sundance de Cinema de 2015.
Ineson apareceu em um papel menor como oficial da Primeira Ordem no filme Star Wars: The Last Jedi (2017). Seu papel era originalmente maior, mas a maior parte de sua atuação acabou na sala de edição. O material cortado está disponível em uma cena excluída no lançamento do filme em Blu-ray, de 2018.
Papéis recentes incluem The Green Knight (como personagem-título), Ready Player One, The Ballad of Buster Scruggs, Everybody's Talking About Jamie, The Tragedy of Macbeth, The Northman, Catherine Called Birdy, To Catch a Killer (como o serial killer titular) e The Creator.
Ineson interpretou o supervilão Galactus, da Marvel Comics, no filme do Universo Cinematográfico Marvel (MCU), The Fantastic Four: First Steps.

### Trabalho de voz
Ineson usou seu sotaque distinto de Yorkshire em uma variedade de trabalhos de dublagem. Ele narrou os programas de TV License to Drill, Salvage Hunters no Discovery Channel, a série Inside Gatwick (2010), da Sky TV, e a série Claimed and Shamed, da BBC1.
Em 2013, ele dublou a série Skint, do Channel 4, que acompanhou a vida de famílias britânicas de origens desfavorecidas. Em 2015, ele narrou Countryside 999, na BBC One. Em 2009, ele narrou o documentário One Series Gears and Tears, da BBC, que segue os personagens da British BriSCA Formula 1 Stock Cars.
Em videogames, ele dublou Charles Vane em Assassin's Creed IV: Black Flag, Lorath Nahr em Diablo IV e Cidolfus Telamon em Final Fantasy XVI.

## Filmografia

### Cinema
| Ano  | Título                                        | Personagem                            | Notas                                         |
| ---- | --------------------------------------------- | ------------------------------------- | --------------------------------------------- |
| 1994 | Syrup                                         | Skinhead                              | Curta-metragem                                |
| 1994 | Shopping                                      | Dix                                   |                                               |
| 1995 | First Knight                                  | Ralf                                  |                                               |
| 1997 | Shooting Fish                                 | Sr. Ray                               |                                               |
| 2001 | From Hell                                     | Gordie                                |                                               |
| 2001 | South West 9                                  | Liam                                  |                                               |
| 2007 | The Last Thing to Go Through a Fly's Mind     |                                       | Curta-metragem                                |
| 2007 | Shoot on Sight                                | Marber                                |                                               |
| 2007 | Cass                                          | Sergento Mullins                      |                                               |
| 2008 | Is Anybody There?                             | Sr. Kelly                             |                                               |
| 2009 | The Damned United                             | Um repórter maluco com cabelo rebelde |                                               |
| 2009 | Suicide Man                                   | DJ (voz)                              | Curta-metragem                                |
| 2009 | Harry Potter and the Half-Blood Prince        | Amycus Carrow                         |                                               |
| 2010 | Sex & Drugs & Rock & Roll                     | The Sulphate Strangler                |                                               |
| 2010 | Robin Hood                                    | Nortista                              |                                               |
| 2010 | Another Year                                  | Trabalhador de perfuração             |                                               |
| 2010 | Harry Potter and the Deathly Hallows – Part 1 | Amycus Carrow                         |                                               |
| 2011 | Harry Potter and the Deathly Hallows – Part 2 | Amycus Carrow                         |                                               |
| 2011 | Intruders                                     | Alarm Installer                       |                                               |
| 2012 | Great Expectations                            | Sergento                              |                                               |
| 2013 | The Selfish Giant                             | Johnny Jones                          |                                               |
| 2014 | Guardians of the Galaxy                       | Piloto Saqueador                      |                                               |
| 2014 | Kingsman: The Secret Service                  | Policial                              |                                               |
| 2015 | The Witch                                     | William                               | 1ª colaboração com Robert Eggers              |
| 2016 | The Huntsman: Winter's War                    | Barman                                |                                               |
| 2017 | Soundtrack                                    | Mark                                  |                                               |
| 2017 | Star Wars: The Last Jedi                      | Coronel Ansiv Garmuth                 | Papel expandido em cenas excluídas            |
| 2018 | The Hurricane Heist                           | Connor Perkins                        |                                               |
| 2018 | Ready Player One                              | Rick                                  |                                               |
| 2018 | The Ballad of Buster Scruggs                  | Líder do grupo                        | Segmento: "Near Algodones"                    |
| 2020 | Dolittle                                      | Arnall Stubbins                       |                                               |
| 2020 | Brahms: The Boy II                            | Joseph                                |                                               |
| 2020 | Here Are the Young Men                        | Sr. Landerton                         |                                               |
| 2021 | Edge of the World                             | Sir Edward Beech                      |                                               |
| 2021 | Everybody's Talking About Jamie               | Wayne New                             |                                               |
| 2021 | Gunpowder Milkshake                           | Jim McAlester                         |                                               |
| 2021 | The Green Knight                              | The Green Knight                      |                                               |
| 2021 | The Last Victim                               | Jake                                  |                                               |
| 2021 | The Tragedy of Macbeth                        | O Capitão                             |                                               |
| 2022 | The Northman                                  | Capitão Volodymyr                     | 2ª colaboração com Robert Eggers              |
| 2022 | Catherine Called Birdy                        | Tigre Dourado                         |                                               |
| 2023 | The Pope's Exorcist                           | Asmodeus (voz)                        |                                               |
| 2023 | To Catch a Killer                             | Dean Possey                           |                                               |
| 2023 | The Creator                                   | General Andrews                       |                                               |
| 2023 | Onyx the Fortuitous and the Talisman of Souls | Abaddon (voz)                         |                                               |
| 2023 | Lord of Misrule                               | Jocelyn Abney                         |                                               |
| 2024 | The First Omen                                | Father Brennan                        |                                               |
| 2024 | Nosferatu                                     | Dr. Wilhelm Sievers                   | Pós-produção 3ª colaboração com Robert Eggers |
| 2025 | Frankenstein                                  | TBA                                   | Filmando                                      |
| 2025 | The Fantastic Four: First Steps               | Galactus                              |                                               |

### Televisão
| Ano          | Título                                    | Personagem                                                                          | Notas                                         |
| ------------ | ----------------------------------------- | ----------------------------------------------------------------------------------- | --------------------------------------------- |
| 1993         | Spender                                   | Alex                                                                                | Episódio: "Best Friends"                      |
| 1993–2009    | The Bill                                  | Alan Trent / Greg Simm / Robert Carmichael / Paul Gibson / Billy Wylie / Derek Crew | 8 episódios                                   |
| 1994         | All Quiet on the Preston Front            | Iggy                                                                                | Episódio: "Diesel's Garage"                   |
| 1994         | 99-1                                      | Brian                                                                               | Episódio: "The Cost of Living"                |
| 1994         | Royce                                     | Newfold                                                                             | Telefilme                                     |
| 1994         | The Cinder Path                           | Arthur Benton                                                                       | Minissérie                                    |
| 1994         | Screen Two                                | Policial                                                                            | Episódio: "O Mary This London"                |
| 1995         | Harry                                     | Wayne                                                                               | Episódio: "#2.5"                              |
| 1995         | Out of the Blue                           | Ricki Sellars                                                                       | Episódio: "#1.2"                              |
| 1995         | Chandler & Co                             | Roderick Tully                                                                      | Episódio: "End of Term"                       |
| 1996         | Goodnight Sweetheart                      | Donald                                                                              | Episódio: "There's Something About a Soldier" |
| 1996         | This Life                                 | Jessop                                                                              | Episódio: "Sex, Lies and Muesli Yoghurt"      |
| 1996         | Kiss and Tell                             | Sergento Beddowes                                                                   | Television film                               |
| 1997         | Kavanagh QC                               | DCI Chris Sampson                                                                   | Episódio: "The Ties That Bind"                |
| 1998         | Dangerfield                               | Jake Gilmore                                                                        | Episódio: "Local Colour"                      |
| 1998         | Children of the New Forest                | William Hammond                                                                     | Telefilme                                     |
| 1998–2002    | Playing the Field                         | Luke Mullen                                                                         | 32 episódios                                  |
| 1998, 2005   | Heartbeat                                 | Tel Philips / Corporal Fisher                                                       | 2 episódios                                   |
| 1999         | Touching Evil                             | Chris Wray                                                                          | 2 episódios                                   |
| 1999         | Bostock's Cup                             | Clive Kennard                                                                       | Telefilme                                     |
| 2001–2003    | The Office                                | Chris Finch                                                                         | 7 episódios                                   |
| 2002         | Spooks                                    | Sam Walker                                                                          | Episódio: "One Last Dance"                    |
| 2002         | Holby City                                | Dale Warner                                                                         | Episódio: "Calculated Risks"                  |
| 2002, 2011   | Doctors                                   | Billy Hollins / Martin Davies                                                       | 2 episódios                                   |
| 2003         | The Afternoon Play                        | Rob Coles                                                                           | Episódio: "The Real Arnie Griffin"            |
| 2003         | In Deep                                   | Craig                                                                               | Episódio: "Character Assassins: Part 1"       |
| 2003         | Thursday the 12th                         | Collins                                                                             | Telefilme                                     |
| 2003         | Strange                                   | Bill                                                                                | Episódio: "Dubik"                             |
| 2003         | Between the Sheets                        | Mark Ainsley                                                                        | 6 episódios                                   |
| 2004         | Black Books                               | Richard (voz)                                                                       | Episódio: "Moo-Ma and Moo-Pa"                 |
| 2004         | Blue Murder                               | Bob Urwin                                                                           | Episódio: "Lonely"                            |
| 2004         | A Line in the Sand                        | Det. Sgt. Bill Davies                                                               | Minissérie                                    |
| 2005         | The Walk                                  | Lawrence                                                                            | Telefilme                                     |
| 2005         | Murder in Suburbia                        | William Marshal                                                                     | Episódio: "Dogs"                              |
| 2005         | Coronation Street                         | Zack                                                                                | 9 episódios                                   |
| 2005         | ShakespeaRe-Told                          | Barry                                                                               | Episódio: "Macbeth"                           |
| 2005         | The Virgin Queen                          | Dr. William Cowes                                                                   | 2 episódios                                   |
| 2005, 2008   | Casualty                                  | Raymond Thurber / Martin Woodbridge                                                 | 2 episódios                                   |
| 2006         | Missing                                   | DCI John Carter                                                                     | 2 episódios                                   |
| 2006         | Dalziel and Pascoe                        | James Maddern                                                                       | Episódio: "The Cave Woman"                    |
| 2006         | The Only Boy for Me                       | Lawrence                                                                            | Telefilme                                     |
| 2006         | Losing It                                 | Sr. Granger                                                                         | Telefilme                                     |
| 2006–2007    | Suburban Shootout                         | Jeremy Hazledine                                                                    | 11 episódios                                  |
| 2007         | Die Ludolfs – 4 Brüder auf'm Schrottplatz | Narrador (voz)                                                                      | Episódio: "Flower Power in Dernbach"          |
| 2007         | Lead Balloon                              | Bob Marlin                                                                          | Episódio: "Giraffe"                           |
| 2008         | Waking the Dead                           | Frank Monk                                                                          | Episódio: "Wound" Parts 1 & 2                 |
| 2008         | New Tricks                                | D.I. Hamilton                                                                       | Episódio: "Mad Dogs"                          |
| 2009–2010    | Waterloo Road                             | John Fry                                                                            | 9 episódios                                   |
| 2010         | The IT Crowd                              | Paul, o massagista                                                                  | Episódio: "Something Happened"                |
| 2010         | Merlin                                    | Jarl                                                                                | Episódio: "The Coming of Arthur: Part One"    |
| 2011         | The Body Farm                             | Miles Leyton                                                                        | Episódio: "You've Got Visitors"               |
| 2011–2012    | Case Sensitive                            | DC Colin Sellers                                                                    | Minissérie em quatro partes                   |
| 2011–present | Salvage Hunters                           | Narrador (voz)                                                                      | Todos os episódios                            |
| 2012         | Game of Thrones                           | Dagmer Cleftjaw                                                                     | 5 episódios                                   |
| 2012         | Secret State                              | Sgt. Wrigglesworth                                                                  | Minissérie em quatro partes                   |
| 2013         | Pramface                                  | DS Sullivan                                                                         | Episódio: "Tinker, Tiger, Lobster"            |
| 2013         | Count Arthur Strong                       | Roger, o policial                                                                   | Episódio: "Arthur.com"                        |
| 2013         | Vera                                      | Ross Strachan                                                                       | Episódio: "Prodigal Son"                      |
| 2013         | Ambassadors                               | Capitão Jones                                                                       | Episódio: "The Tazbek Spring"                 |
| 2014         | Inspector George Gently                   | Arthur Hawkes                                                                       | Episódio: "Gently Going Under"                |
| 2014         | New Worlds                                | Stackpole                                                                           | 2 episódios                                   |
| 2015         | Drunk History                             | Rei Henry II                                                                        | Episódio: "Episode Seven"                     |
| 2015         | Bluestone 42                              | Mike Slater                                                                         | Episódio: "#3.2"                              |
| 2015         | The Interceptor                           | Yorkie                                                                              | Episódio: "Episode 6"                         |
| 2015         | Prey                                      | DCI Mike Ward                                                                       | 3 episódios                                   |
| 2016         | Peaky Blinders                            | Connor Nutley                                                                       | 2 episódios                                   |
| 2016         | Porridge                                  | Richie Weeks                                                                        | Especial de televisão                         |
| 2017         | Sherlock                                  | Vince                                                                               | Episódio: "The Final Problem"                 |
| 2017         | Absentia                                  | Adam Radford                                                                        | 10 episódios                                  |
| 2017         | Star vs. the Forces of Evil               | Demoncista (voz)                                                                    | Episódio: "Demoncism/Sophomore Slump"         |
| 2018         | Rapunzel's Tangled Adventure              | Cutter (voz)                                                                        | Episódio: "Beyond the Corona Walls"           |
| 2018         | Agatha and the Truth of Murder            | Detetive Inspetor Dicks                                                             | Telefilme                                     |
| 2019         | Chernobyl                                 | General Nikolai Tarakanov                                                           | 2 episódios                                   |
| 2019         | The Dark Crystal: Age of Resistance       | O Caçador (skekMal) (voz)                                                           | série da Netflix 7 episódios                  |
| 2019         | The Capture                               | DCI Alex Boyd                                                                       | 6 episódios                                   |
| 2022         | Trigger Point                             | Comandante Bregman                                                                  | 2 episódios                                   |
| 2022         | Willow                                    | Comandante Ballantine                                                               | 3 episódios                                   |
| 2023         | The Legend of Vox Machina                 | Kevdak (voz)                                                                        | 3 episódios                                   |
| 2023         | The Gallows Pole                          | The Clothier                                                                        | Série de televisão em três partes             |
| 2023         | My Dad the Bounty Hunter                  | Widowmaker                                                                          | Voz                                           |

### Palco
| Ano  | Título             | Personagem           | Notas                |
| ---- | ------------------ | -------------------- | -------------------- |
| 1989 | Jackets            | NCO                  | Lancaster University |
| 1992 | York Mystery Plays | Herod's Heavy Willox | York Theatre Royal   |
| 2015 | Hangmen            | Inspetor Fry         | Royal Court Theatre  |

### Video games
| Ano  | Título                                        | Personagem       |
| ---- | --------------------------------------------- | ---------------- |
| 2011 | Harry Potter and the Deathly Hallows – Part 2 | Amycus Carrow    |
| 2013 | Assassin's Creed IV: Black Flag               | Charles Vane     |
| 2023 | Final Fantasy XVI                             | Cidolfus Telamon |
| 2023 | Diablo IV                                     | Lorath Nahr      |

## Prêmios e indicações
| Ano  | Prêmio                       | Categoria                        | Filme             | Result.  | Ref    |
| ---- | ---------------------------- | -------------------------------- | ----------------- | -------- | ------ |
| 2007 | Golden Nymph Awards          | Melhor ator - Série de comédia   | Suburban Shootout | indicado | [ 16 ] |
| 2016 | BloodGuts UK Horror Awards   | Melhor ator coadjuvante          | The Witch         | indicado | [ 17 ] |
| 2016 | Fright Meter Awards          | Melhor ator coadjuvante          | The Witch         | indicado | [ 18 ] |
| 2017 | Fangoria Chainsaw Awards     | Melhor ator coadjuvante          | The Witch         | indicado | [ 19 ] |
| 2024 | British Academy Games Awards | Performance em papel coadjuvante | Final Fantasy XVI | indicado | [ 20 ] |

## Links externos
- Ralph Ineson no IMDb
- Ralph Ineson em Lancaster University